# Udd Jönssons hus

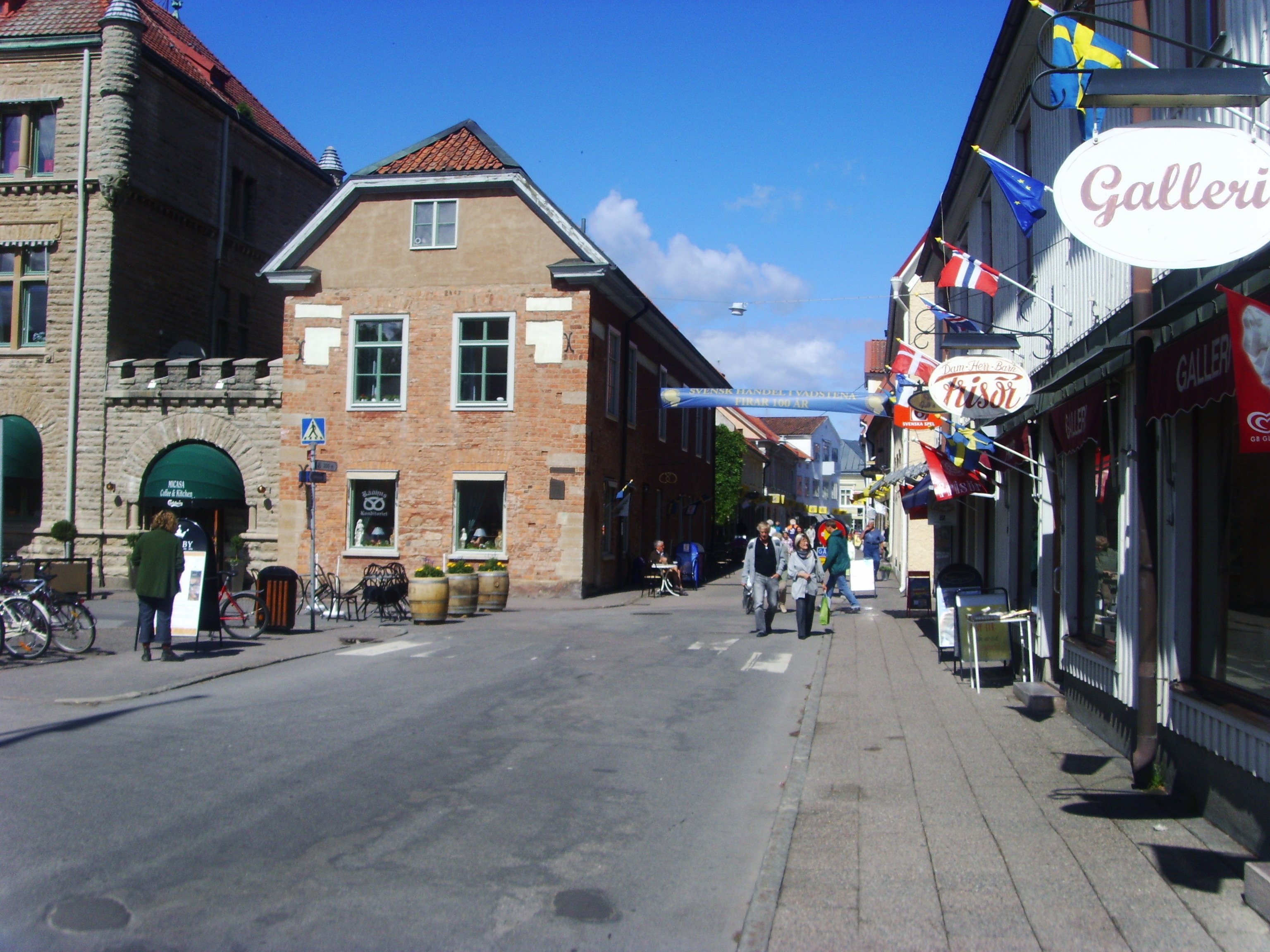
Udd Jönssons hus syns på vänstra sidan om Storgatan.

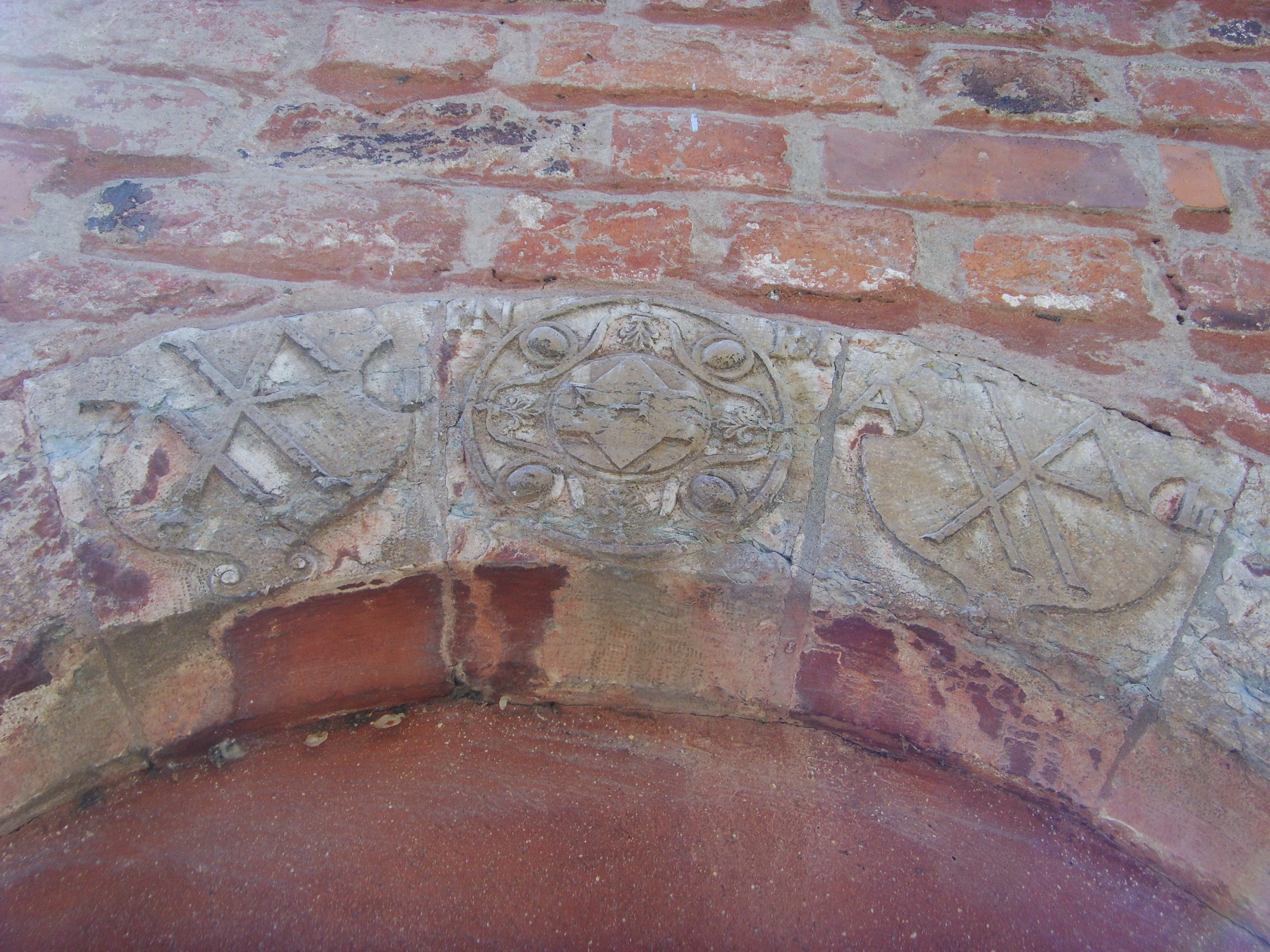
Udd och hans söners bomärken finns att beskåda ovanför de igenmurade bodluckorna och portarna i fasaden.

Udd Jönssons hus är beläget vid hörnet av Rådhustorget och Storgatan i Vadstena och hörntomten har sedan 1400-talet använts för handelsbod.
Det nuvarande husets namn har den fått då den beboddes av Udd Jönsson (död 1574), som erhöll fastebrev för huset åren 1540 och 1559. Det sistnämnda året uppfördes huset i sten, som senare byggdes om och utvidgades av sina söner under 1570- och 1580-talet. Familjen innehade sex salubodar, byggda längs tre tomter, syns ännu i fasaden mot Storgatan. Udd Jönsson var en av Sveriges rikaste handelsman på sin tid och drev tillsammans med sin fru och sina fyra söner Sveriges första varuhus, dit kunder kom från hela Sverige för att handla guld, vapen, pälsverk och annat. Dessutom handel med tyger av olika slag.  
Familjemedlemmarnas bomärken är inhuggna i stenportarna såsom vapensköldar, skapade av Vadstena slotts ledande stenhuggare Peter Stenhuggare (Pierre de la Roch). Någon annan hantverkare verkar inte ha dugt för Udd Jönsson, som var borgmästare i Vadstena i två decennier.
År 1964 restaurerades byggnaden, bodluckorna togs åter fram och huset fick sin röda färg med vita blinderingar. Den norra gaveln vid Storgatan vetter mot en annan senmedeltida byggnad i gråsten. 